# Jovem com uma jarra de água
Jovem com uma jarra de água é uma das mais célebres pinturas do holandês Jan Vermeer, datado, aproximadamente, do ano de 1662. Primaz óleo sobre tela, de técnica sublime, típica da maturidade de Vermeer, brilha na colecção de Pintura Europeia do Metropolitan Museum of Art, na cidade de Nova Iorque, nos EUA. A pintura encontra-se em óptimo estado de conservação, mantendo as medidas de 45.7 por 40.6 cm.
Apesar de Vermeer brilhar pelos interessantes efeitos ópticos das suas telas, o artista conferiu ao quadro uma diversa mas tranquila paleta de cores, investindo nas cores primárias como o magenta e o amarelo canário. A tela exibe formas simples, contrastantes com a restante obra do pintor. Todavia a obra foi subtilmente calculada e planeada por Vermeer, e assume uma sensibilidade notável.
Embora suave, o jogo de cores e luzes é assombroso, bastando observar o rosto da jovem lacaia e a sua touca e as matizes na parede, resultado da incidência da luz. A composição faz juz ao tema da tranquilidade doméstica, com foque na bacia e na jarra douradas, tradicionalmente referidos como símbolo de pureza.
É notável a impenetrável precisão da toalha magenta sobre a mesa com os seus bordados. A cor magenta, perante uma paleta de cores tão suave, assume um papel provocante e atrevido.
A touca e gola são também um ponto notável na pintura, pela sua vivacidade e técnica, que se assemelha à pintura com aguarela. E as matizes, derivantes do jogo de luzes, na gola, adquirem tons que vão desde o violeta ao cinza escuro. E o amarelo do corpete é o que mais sobressai na tela, devido à sua assiduidade plástica, que contrasta com a sobriedade da saia.
Pouco se sabe sobre o artista, e até muitas das suas pinturas são de duvidosa autenticidade. Mas esta é inquestionavelmente uma pintura de Johannes Vermeer.

## Pormenores da tela

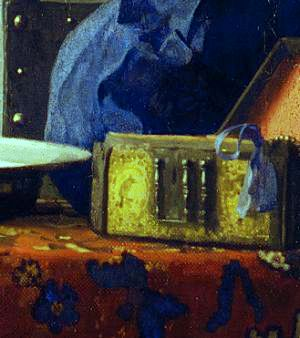
O guarda-jóias amarelo.
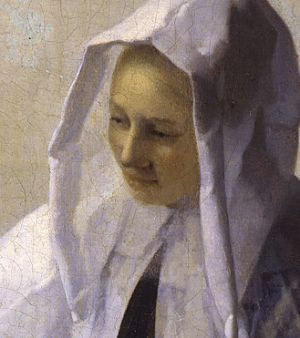
O delicado rosto da criada.
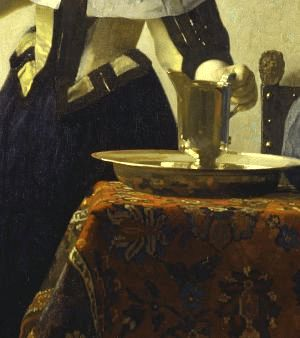
Bacia e jarra douradas.
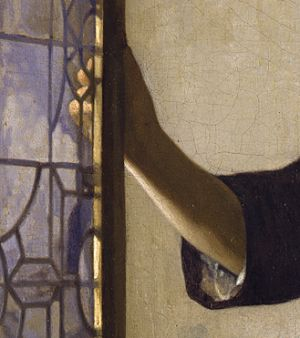
A sensibilidade do braço da jovem criada.